# Limnophora oyoensis
Limnophora oyoensis är en tvåvingeart som beskrevs av Shinonaga 2005. Limnophora oyoensis ingår i släktet Limnophora och familjen husflugor. Inga underarter finns listade i Catalogue of Life.